# Clu Gulager
Clu Gulager (Holdenville (Oklahoma), 16 november 1928 – Los Angeles, 5 augustus 2022) was een Amerikaanse acteur. Hij werd vooral bekend door zijn rol als sheriff Emmett Ryker in de westernserie The Virginian.

## Biografie
Gulager is de zoon van rodeo-entertainer John Gulager, een neef van Will Rogers. Hij groeide op op de boerderij van zijn oom in Tahlequah, Oklahoma. Zijn voorouders waren ook Cherokee-indianen. Hij kreeg zijn bijnaam van de gierzwaluwen, genoemd door de Cherokee Tlu-Tlu en Clu-Clu, die in de buurt van het huis van zijn ouders nestelden. Van 1946 tot 1948 diende hij bij het US Marine Corps in Camp Pendleton en werd daarna acteur. Hij studeerde bij Paul Baker aan de Baylor University en studeerde in Parijs bij Étienne Decroux, de leraar van Marcel Marceau. Bij zijn terugkeer ging hij terug naar de Baylor University, waar hij zijn toekomstige vrouw ontmoette. In 1955 verhuisde hij naar New York en kreeg vervolgens een contract als acteur bij Universal Studios. Hij speelde eind jaren 1950 bijrollen in talloze series, zoals The Lawless Years, The Untouchables, The Alfred Hitchcock Show en in de westenserie Have Gun - Will Travel met Richard Boone. Maar hij werd bekend om zijn rollen in westerntelevisieseries. Tussen 1960 en 1962 speelde hij Billy the Kid in de NBC westernserie The Tall Man en vervolgens van 1964 tot 1968 sheriff Emmett Ryker in The Virginian, ook voor het NBC-kanaal.
Vanaf de jaren 1960 was Gulager ook regelmatig te zien in films, waar hij vooral de rol van de stoere man speelde. In 1964 belichaamde hij een jonge moordenaar in The Killers van Don Siegel. Later speelde hij ook in horrorfilms zoals de komedie The Return of the Living Dead en The Hidden. In het filmdrama The Last Picture Show (1971) van Peter Bogdanovich speelde hij een voorman, die een affaire had met de vrouw van zijn baas en later met diens dochter. Hij had andere optredens in de thriller McQ van John Sturges (1974, met John Wayne) en in de komedie Into the Night uit 1985 van John Landis, waarin hij een corrupte politieagent speelde en als hoofdrolspeler in de zombiekomedie The Return of the Living Dead (1985). Gulager runde zijn eigen toneelschool tot de jaren 2000, die hij leidde met zijn vrouw, die sindsdien was overleden. Tot op de dag van vandaag regisseert hij nog steeds theaterprojecten in Los Angeles. Meer recentelijk verscheen hij in films als Piranha 2 (2012), Tangerine L.A. (2015) en Once Upon a Time in Hollywood (2019) van Quentin Tarantino. Hij verscheen ook meerdere keren in de films van zijn zoon John, waaronder de horrorfilm Feast 2005.

## Privéleven
Gulager was getrouwd met actrice Miriam Bird Nethery (1929-2003), met wie hij twee zonen heeft, beiden acteurs: John Gulager (* 1958), die ook regisseur is, en Tom Gulager (* 1965).
Gulager overleed aan natuurlijke oorzaken in het huis van zijn zoon John in Los Angeles op 5 augustus 2022. Hij was 93.

## Filmografie
- 1956: The United States Steel Hour (tv-serie, 1 aflevering)
- 1959: Laramie (tv-serie, 1 aflevering)
- 1959: The Untouchables; tv-serie, 1 aflevering)
- 1960–1962: The Tall Man (tv-serie, 75 afleveringen)
- 1963–1968: The Virginian (tv-serie, 104 afleveringen)
- 1964: The Killers
- 1966: And Now Miguel
- 1968–1973: Ironside (tv-serie, 3 afleveringen)
- 1969: Winning
- 1969–1970: The Name of the Game (tv-serie, 3 afleveringen)
- 1971: The Last Picture Show
- 1971: Cannon (tv-serie, 2 afleveringen)
- 1972: Bonanza (tv-serie, 1 aflevering)
- 1972/1976: Hawaii Five-O (tv-serie, 2 afleveringen)
- 1972: The Glass House; tv-film)
- 1972: Molly and Lawless John
- 1973: Kung Fu (tv-serie, aflevering Blutsbruder)
- 1974: McQ
- 1974: Gangsterfilms
- 1975: The Streets of San Francisco (tv-serie, 1 aflevering)
- 1977: The Other Side of Midnight
- 1978: A Question of Love
- 1979: The MacKenzies of Paradise Cove (tv-serie, 6 afleveringen)
- 1979: A Force of One
- 1980: Touched by Love
- 1982: CHiPs (tv-serie, 1 aflevering)
- 1982: Quincy, M.E. (tv-serie, 1 aflevering)
- 1982–1986: The Fall Guy (tv-serie, 3 afleveringen)
- 1984: The Initiation
- 1985: The Return of the Living Dead
- 1985: Bridge Across Time; (tv-film)
- 1985: Into the Night
- 1985: Lies
- 1985–1987: Murder, She Wrote (tv-serie, 3 afleveringen)
- 1985: Knight Rider (tv-serie, 1 aflevering)
- 1985: A Nightmare on Elm Street, Part 2: Freddy's Revenge
- 1985: Prime Risk
- 1986: Simon & Simon (tv-serie, 1 aflevering)
- 1986: North and South (seizoen 1 & 2), Heaven and Hell (seizoen 3) (miniserie, 2 afleveringen)
- 1986: Airwolf (tv-serie, 1 aflevering)
- 1987: The Offspring
- 1987: The Hidden
- 1988: MacGyver (tv-serie, 1 aflevering)
- 1988: I'm Gonna Git You Sucka
- 1988: Tapeheads
- 1991: My Heroes Have Always Been Cowboys
- 1995: Walker, Texas Ranger (tv-serie, 1 aflevering)
- 1996: Dr. Quinn, Medicine Woman (tv-serie, 1 aflevering)
- 1999: Palmer's Pick-Up
- 2005: Feast
- 2008: Feast II: Sloppy Seconds
- 2009: Feast III: The Happy Finish
- 2012: Piranha 3DD
- 2015: Tangerine
- 2016: Blue Jay
- 2018: Give Til It Hurts
- 2019: Once Upon a Time in Hollywood

- Bibsys: 1507616672121
- Biblioteca Nacional de España: XX1225209
- Bibliothèque nationale de France: cb13948693c (data)
- Gemeinsame Normdatei: 110283596X
- International Standard Name Identifier: 0000 0001 1440 3562
- Library of Congress Control Number: n85183857
- Nationale Bibliotheek van Israël: 987007433717905171
- Nederlandse Thesaurus van Auteursnamen: 072092289
- Virtual International Authority File: 27257632
- WorldCat: E39PBJvCWtBGrK86d9wpP86xjC